# Ley para garantizar los derechos de lesbianas, gays, bisexuales, transgéneros e intersexuales y para erradicar la homofobia, la bifobia y la transfobia
La Ley 11/2014, de 10 de octubre, para garantizar los derechos de lesbianas, gays, bisexuales, transgéneros e intersexuales y para erradicar la homofobia, la bifobia y la transfobia; ley contra la homofobia o ley LGTBI catalana es una ley aprobada el 2 de octubre de 2014 en el Parlamento de Cataluña durante la décima legislatura de Cataluña, con los votos favorables de Convergencia Democrática de Cataluña (CDC), Esquerra Republicana de Catalunya (ERC), Partido de los Socialistas de Cataluña (PSC), Iniciativa per Catalunya Verds - Esquerra Unida i Alternativa (ICV-EUiA), Ciudadanos y Candidatura de Unidad Popular (CUP), los votos en contra del Partido Popular (PP) y los votos parcialmente en contra de Unión Democrática de Cataluña (UDC). La ley fue publicada en el Diari Oficial de la Generalitat de Catalunya (DOGC) el 10 de octubre de 2014 y entró en vigor al día siguiente de su publicación.
Su proyecto de ley fue presentado el 9 de mayo de 2013 por Anna Simó de ERC, Jaume Collboni del PSC, Laura Massana y Mas de ICV-EUiA y Quim Arrufat de la CUP. El objetivo de la norma es dar mayor visibilidad del colectivo homosexual, bisexual y transexual, así como dotarse de estrategias y planes para perseguir y actuar de oficio en casos de discriminación y maltrato por la orientación sexual.
Durante el trámite parlamentario el PP presentó una enmienda a la totalidad porque, según explicó Dolors López no era necesario impulsar una ley específica para proteger a estas personas. La enmienda a la totalidad fue rechazada el 17 de julio del 2013 con el único voto en contra del PP. CiU y Ciudadanos anunciaron que presentarían enmiendas durante el trámite parlamentario, mientras que los demás partidos afirmaron que defenderían el articulado propuesto por las entidades y colectivos LGTB en la época del tripartito que gobernó en Cataluña de 2003 a 2010.

## Contenido
El texto del proyecto de ley contiene 24 artículos agrupados en un preámbulo y cuatro capítulos. En el preámbulo se indica que la finalidad de la ley es

promoure les condicions per tal que, els drets de les persones lesbianes, gais, bisexuals i transsexuals –LGBT–, així com dels grups dins els quals aquestes s'integren, siguin reals i efectius, facilitant la seva participació i representació en tots els àmbits de la vida social, i remoure els estereotips que afecten negativament a la percepció social de les persones LGBT
promover las condiciones para que, los derechos de las personas lesbianas, gays, bisexuales y transexuales –LGBT–, así como de los grupos en los que éstas se integran, sean reales y efectivos, facilitando su participación y representación en todos los ámbitos de la vida social, y remover los estereotipos que afectan negativamente a la percepción social de las personas LGBT.

En el primer título, sobre la organización administrativa, se expone la creación de un servicio de atención integral, un órgano consultivo permanente y un órgano rector y coordinador de las políticas LGTB.
En el segundo título, sobre políticas públicas, se exponen diversas medidas para aplicar desde las escuelas, las universidades, las entidades de la cultura, el ocio y el deporte, los medios de comunicación, la salud, la acción social, el orden público y de privación de libertad, mercado de trabajo, familias LGTB y hombres y mujeres del colectivo LGTB para aplicar una discriminación positiva en favor del colectivo LGTB con un sistema de sanciones y unos determinados reglamentos. También establece nuevos derechos para las personas del colectivo LGTB.
El tercer capítulo detalla el régimen de infracciones leves y graves y de sanciones como multas, inhabilitaciones, prohibiciones de recibir fondos públicos y la inhabilitación definitiva o temporal de empresas. Por último, en el capítulo cuarto, sobre garantías, se fija la elaboración de determinadas encuestas para evaluar el cumplimiento de la norma.

## Debate
El colectivo LGBT en varios momentos se pronunció reclamando la aprobación de una ley exclusiva para el colectivo, como el 21 de mayo de 2013 en un acto en el Parlament de Catalunya donde Eugeni Rodríguez, portavoz del FAGC, insistió en la petición de una ley específica. Durante el trámite de la ley Katty Pallàs, en un acto en la Universidad de Barcelona afirmó que "no admitirá recortes en la ley contra la homofobia". En el mismo acto, Rodríguez argumentó la necesidad de la ley específica porque consideró que "algunas personas homosexuales, transexuales o bisexuales deben aguantar discriminaciones y violencias" a la vez que denunció las fuertes presiones a los diputados del PP y de UDC por parte del Arzobispado de Barcelona.
Otras voces reclamaron profundas modificaciones en el texto propuesto. En este sentido, el pronunciamiento más destacado reclamando mejoras en el texto fue en un artículo en La Vanguardia del 8 de diciembre de 2013 publicado por destacados académicos, juristas y científicos, donde afirmaron que la redacción inicial de la ley va "más allá de la discriminación positiva", aseguraron que "representa una indeseable intromisión en la privacidad de la vida de las personas" y pidieron que la ley se abriera a luchar también contra la "discriminación por causa de la etnia, las creencias, las enfermedades, la edad, el lugar de nacimiento, la lengua e incluso por la situación laboral”. Por su parte, la entidad e-cristians inició en noviembre de 2013 una campaña para denunciar los "privilegios" que considera que otorga la ley al colectivo LGTB, argumentando que el artículo 6 de la norma obliga la administración a "incrementar la visibilidad, la participación y la representación" del colectivo. 

## Historia
El 29 de septiembre de 2016 se realizó la primera sanción administrativa por insultos homófobos en Cataluña. La entonces Consejera del Departamento de Trabajo, Asuntos Sociales y Familias, Dolors Bassa, destacaba que

més enllà de l'import, la sanció té un gran simbolisme, perquè deixa clara la voluntat del Govern i de la nostra societat de la tolerància zero amb qualsevol vulneració, penal o administrativa, per motiu d'homofòbia, lesbofòbia, bifòbia o transfòbia
más allá del importe, la sanción tiene un gran simbolismo, porque deja clara la voluntad del Gobierno y de nuestra sociedad de la tolerancia cero con cualquier vulneración, penal o administrativa, por motivo de homofobia, lesbofobia, bifobia o transfobia